# Wilhelm Friedrich Belgicus von Bentheim und Steinfurt

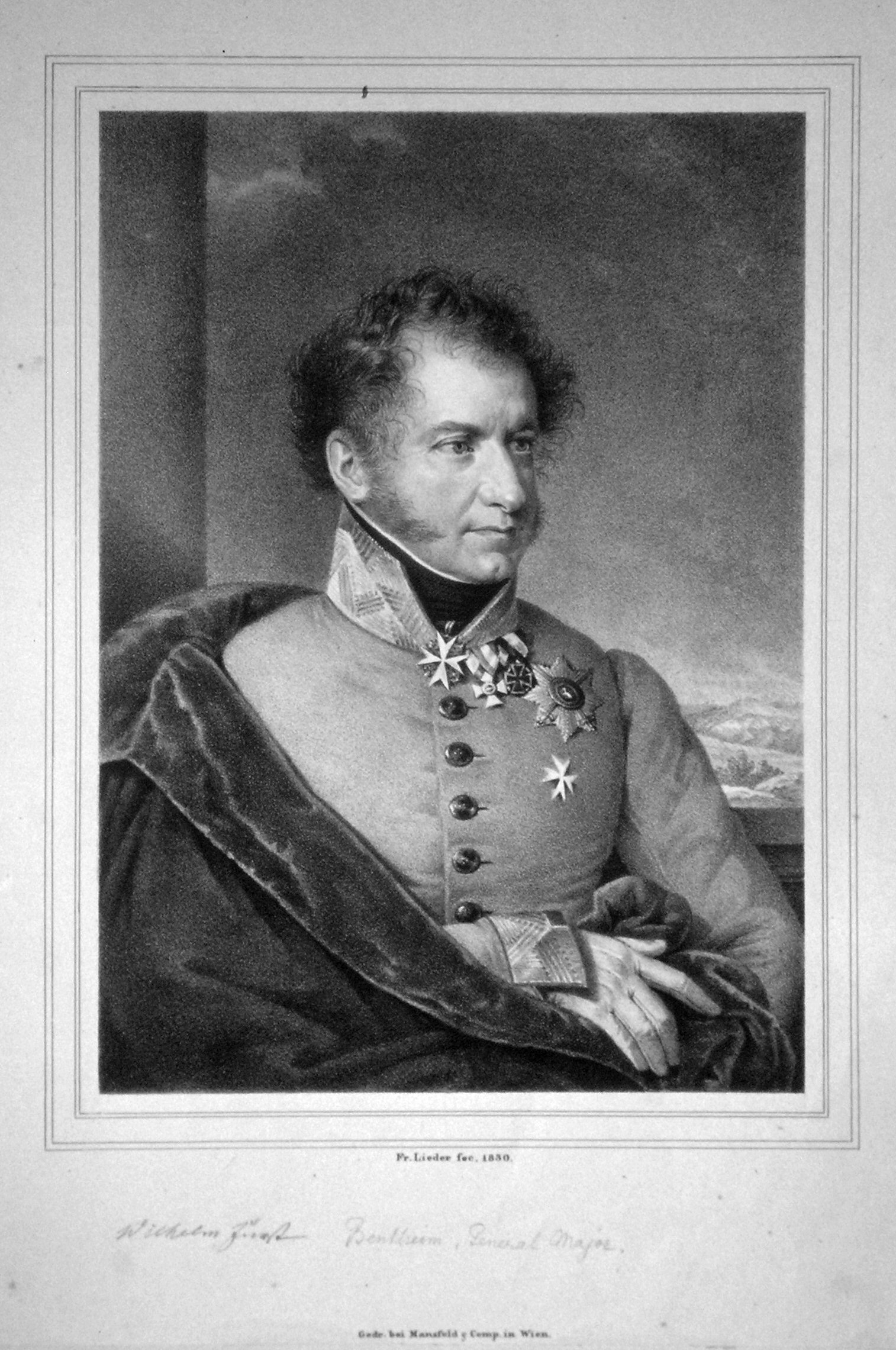
Wilhelm Friedrich Belgicus von Bentheim und Steinfurt, Lithographie von Friedrich Lieder, 1830

Wilhelm Friedrich Belgicus, Prinz von Bentheim und Steinfurt (* 17. April 1782 in Steinfurt; † 12. Oktober 1839 in Villafranca di Verona) war ein österreichischer Feldmarschallleutnant.

## Leben
Wilhelm Friedrich Belgicus wurde als Sohn des Grafen und späteren Fürsten Ludwig Wilhelm Geldricus Ernst zu Bentheim und Steinfurt (1756–1817) und Juliane Wilhelmine, Herzogin von Schleswig-Holstein-Sonderburg-Glücksburg im Niederrheinisch-Westfälischen Reichskreis geboren. Er trat 1799 in das österreichische Heer ein und diente als Kapitänleutnant im Infanterie-Regiment Graf Wenkheim. Er diente zunächst unter FML Jellacic im Gebirgskrieg in der Schweiz und nahm 1800 an der Schlacht von Hohenlinden teil. 1807 diente er als Major im Infanterie-Regiment Erzherzog Ludwig und wurde nach seiner Beförderung zum Oberstleutnant im Februar 1809 zum Regiment Reuß-Plauen versetzt.
Im Mai 1809 wurde er wegen seines Einsatzes während der Schlacht bei Aspern zum Oberst ernannt. Als Kommandeur des Infanterie-Regiments Vogelsang
kämpfte er anschließend in den Schlachten von Wagram, wurde dabei schwer verwundet und erhielt 1810 den Maria-Theresien-Orden zuerkannt. Nach der Errichtung des Großherzogtums Berg hätte er nach der neuen Rechtsordnung den österreichischen Kriegsdienst beenden müssen. Er erbat sich aber von Kaiser Franz I. die Würde eines Kämmerers und erreichte damit die Bewilligung Frankreichs weiterhin für die Donaumonarchie dienen zu dürfen. Im folgenden Befreiungskriege von 1813 erhielt er das Kommando über eine Brigade und nahm unter Fürst Schwarzenberg an der Schlacht von Dresden und Kulm teil.
Am 4. Oktober 1813 wurde er zum Generalmajor ernannt und erhielt den Auftrag, in Prag die Österreichisch-Deutsche Legion zu errichten, die im Frühjahr 1814 unter FML Bubna im Süden von Frankreich noch wichtige Dienste leistete.
Nach dem Pariser Frieden war Wilhelm Friedrich Belgicus im Interesse der mediatisierten deutschen Fürsten als deren Bevollmächtigter tätig und wurde 1818 in den Fürstenstand erhoben.
Zum Heer zurückgekehrt wurde er Brigade-Kommandant in Prag und 1826 zum Oberst-Inhaber des Infanterie-Regiments Nr. 9. Am 20. August 1829 wurde er zum Feldmarschallleutnant ernannt und wurde zum Divisions-Kommandanten in Padua bestellt. Er trug 1831 auf Weisung des Kirchenstaats im Verband des FZM Geppert zur Unterdrückung der Unruhen in den nördlichen Provinzen bei und erhielt danach das Kommando über eine Division des I. Armeekorps unter General der Kavallerie von Wallmoden. Nach Antrag des Generals Frimont erhielt er 1835 zunächst das Kommando über ein Reservekorps und 1836 über des II. Armeekorps in Italien. Er starb am 12. Oktober 1839 in Villafranca infolge einer Cholera-Epidemie.